# Adolf Milczanowski
Adolf Milczanowski (ur. 1899 w Borownicy, zm. 1977) – polski rzeźbiarz ludowy.

## Życiorys
Urodził się i mieszkał w Borownicy w obecnym woj. podkarpackim. Ukończył czteroklasową szkołę a zawodów stolarza i zduna wyuczył go ojciec. W czasie wojny, od 1915, służył najpierw w Odessie, później przebywał w Rumunii, Serbii, Czarnogórze i w końcu we Włoszech, gdzie dostał się do niewoli. Odznaczony Krzyżem Walecznych. Służbę zakończył jako sierżant w 1923 i wtedy wrócił w rodzinne strony, gdzie ożenił się z Pauliną Cwynar. Oprócz pracy na niewielkim gospodarstwie i świadczenia usług dla okolicznej ludności zajmował się rzeźbieniem.
Gdy wybuchła kolejna wojna Milczanowski został powołany do wojska. Brał udział w walkach pod Lwowem. Dostał się do niewoli sowieckiej, ale udało mu się zbiec i wrócić do Ulucza. W 1946 oddziały UPA zamordowały jego osiemnastoletnią córkę Marię i spaliły dom. Uciekając przed prześladowaniami rodzina rozdzieliła się, a odnalazła dopiero z pomocą Czerwonego Krzyża. Odtąd kilkakrotnie zmieniali miejsce zamieszkania. W 1964 Milczanowski kupił stary dom w swojej rodzinnej Borownicy i tam osiadł. W 1965 zmarł w wieku 18 lat Józef, najmłodszy syn rzeźbiarza.
Zainteresowanie rzeźbieniem Milczanowski wykazywał już od dzieciństwa, początkowo strugając w drewnie zabawki. Z czasem jego talent został doceniony – tworzył rzeźby do kościoła w Borownicy, kaplicy w Końskiem, krzyże dla szkoły. Figurki, zabawki i przedmioty użytkowe sprzedawał na targach w pobliskich miejscowościach, m.in. w Sanoku, gdzie nawiązał stałą współpracę z Muzeum Budownictwa Ludowego. Muzeum zamawiało u artysty przede wszystkim rzeźby sakralne, inspirowane często obrazami, książkami czy ilustracjami. Od 1956 uczestniczył w wystawach i konkursach organizowanych przez warszawską Cepelię i wydział kultury WRN w Rzeszowie.
Milczanowski tworzył w naturalnie suszonym drewnie lipowym przy pomocy noża i własnoręcznie wykonanych dłutek. Jego rzeźby, przypominające nieco stare świątki, były na ogół niewielkich rozmiarów, od 10 do 30 cm, choć kilka z nich dochodziło do 1 m. Do znanych prac artysty można zaliczyć Pietę, Świętego Michała, Chrystusa Frasobliwego Miłosiernego, Chrystusa Króla Żydowskiego, Drwala, Chłopa z żarnami czy Dziewczynę z grabiami. Muzeum w Sanoku do dziś posiada duży zbiór jego rzeźb.